# ルノー・20
ルノー・20(Renault 20/R20)は、フランスのルノーが製造・販売していた自動車である。

## 概要
1975年11月、当時のトップモデルR30の廉価版として約9ヶ月遅れで発売された。R30と同じ大型の5ドアハッチバックボディに一回り小さいR16TXと同じ1.6Lの直4エンジン(90hp/67kw)を縦置で搭載。フロントマスクは丸型4灯ヘッドランプのR30に対して、こちらは異型2灯式ヘッドランプを持つ。
各種装備が簡素化され、メカニズム面ではリアブレーキがドラムとなり、ホイールサイズが13インチに下げられている。燃料タンク容量も7L少ない60Lに小型化された。当初組み合わせたギアボックスは4段MTと3段AT。 トリムはL、TL、GTLの3種類が用意された。
1977年にアンダーパワー解消のためシトロエン・CXやプジョー・505とも共通の2.0L SOHC109hpPRVエンジンを積むTSを追加。1979年に5段マニュアルとルノー乗用車初となる2.1Lディーゼルを追加。1981年には2.2Lの燃料噴射R20TXを追加。1984年に後継車R25の登場により生産終了。
日本へは正規に導入されなかったが、79年3月からオーストラリアでも2L TSのATを販売、1980年2月からは4段MTも追加。82年3月にはMTが5段に切り替えられている。その他1984年にニュージーランドでも2LのMTとATを販売した。
1982年にマロー兄弟が、シンパー社が四輪駆動に改造した20を駆り、パリ・ダカールラリーで総合優勝を果たしている。当時クロスカントリー系の四駆が連覇し続けた中での快挙であった。

### モデルコードと生産台数
- R1270:20/30ターボD - 27,601台
- R1271:20L/TL/GTL - 187,001台
- R1272:20TS - 201,401台
- R1276:20TD/GTD - 84,801台
- R1277:20LS/TS - 100,401台
- R1279:20TX - 33,801台

R1273は不明。R1275とR1278はR30

## 車名
フランス語では「20」を「ヴァン」(仏: vingt)と読む。